# Hermann Köchly

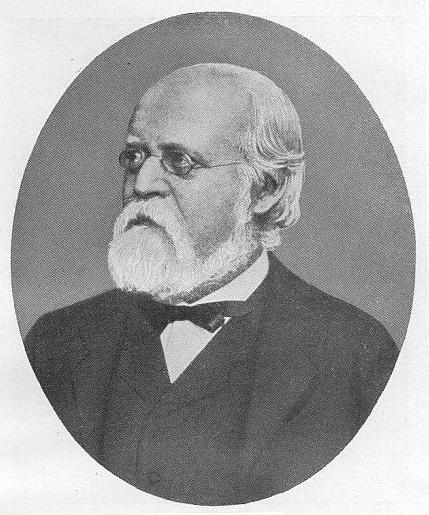
Porträt Foto Hermann Köchly

Hermann August Theodor Köchly (* 5. August 1815 in Leipzig; † 3. Dezember 1876 in Triest) war ein deutscher Altphilologe.

## Leben

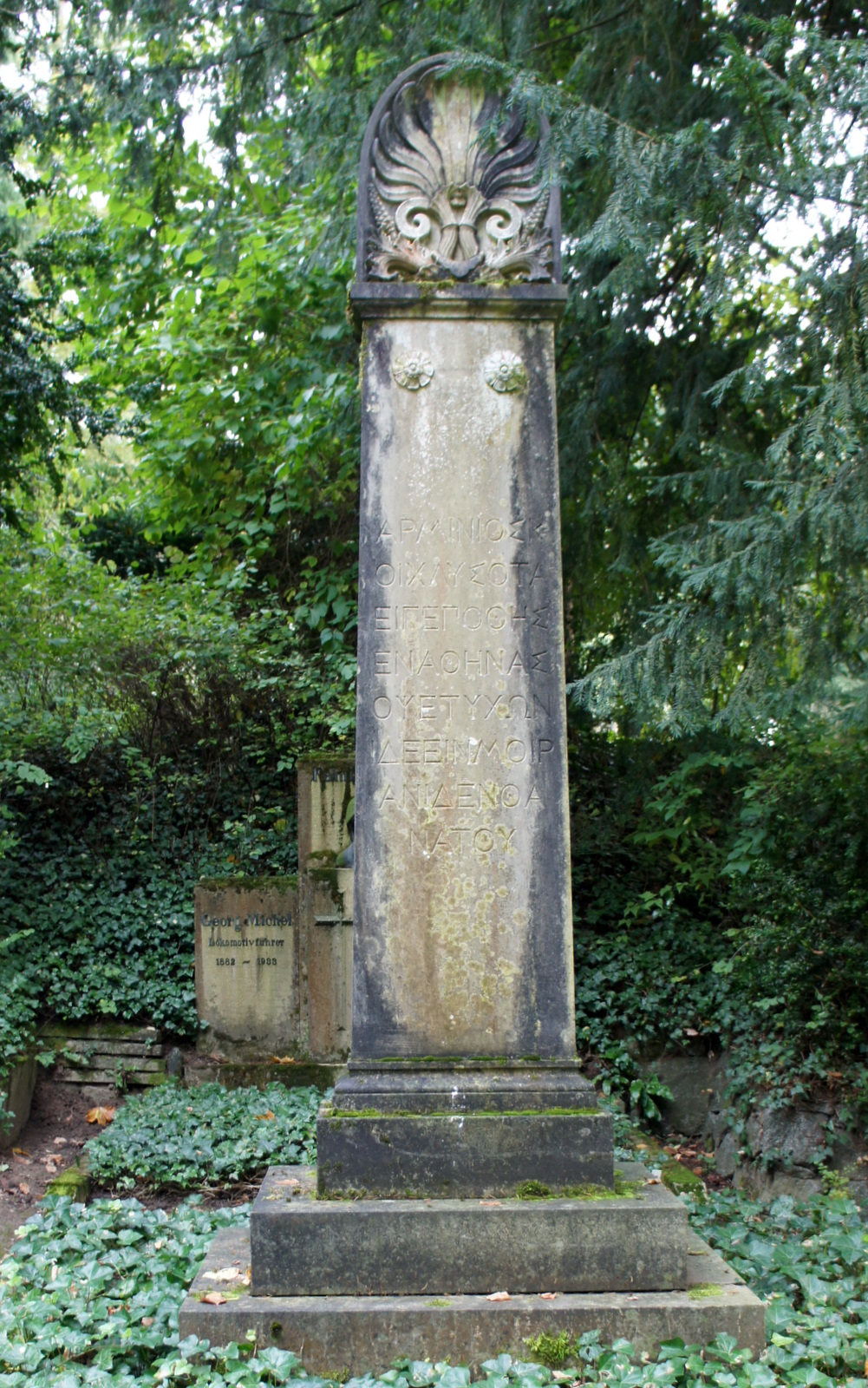
Die Grabstätte Hermann Köchlys von einer Palmetten bekrönten marmornen Stele geschmückt auf dem Professorenweg des Heidelberger Bergfriedhofes

Hermann Köchly besuchte in Grimma die Fürstenschule (1827–1832) und studierte ab 1832 in Leipzig. 1837 wurde er Lehrer am Progymnasium in Saalfeld, 1840 an der Kreuzschule in Dresden. Im Februar 1849 wurde er in die sächsische Zweite Kammer gewählt und beteiligte sich am Dresdner Maiaufstand, weswegen er nach Brüssel fliehen musste. Ab Ostern 1851 lehrte er als Professor der klassischen Philologie an der Universität Zürich (wo er 1856/57 als Rektor amtierte) und ab 1864 an der Universität Heidelberg. Auf der Rückkehr von einer Reise nach Griechenland starb er an den Folgen eines Sturzes vom Pferd am 3. Dezember 1876 in Triest.
Sein Grabmal auf dem Heidelberger Bergfriedhof (Lit. D) trägt einen hochaufragenden, schmalen Pfeiler aus weißem Marmor mit Aufsatz, den akanthusverzierte Palmetten schmücken. Die griechische Inschrift der Pfeilerfront heißt übersetzt: „Hermann Köchly – was immer er sehnlich begehrte, Athen zu sehen am Lebensabend – sah das Todeslos.“. Köchly wurde eine Gedenktafel gewidmet, die an der Fassade seines ehemaligen Wohnhauses in der Bergstraße 30 in Heidelberg angebracht ist.
Infolge seiner Tätigkeit für die Reorganisation des Schulwesens, in der auch die Schriften Über das Prinzip des Gymnasialunterrichts der Gegenwart (Dresden 1845), Zur Gymnasialreform (Dresden 1846), Vermischte Blätter zur Gymnasialreform (Dresden 1847) entstanden waren, wurde er im Dezember 1848 zusammen mit vier anderen Fachleuten mit der Ausarbeitung eines Entwurfs zu einem allgemeinen Schulgesetz für das Königreich Sachsen beauftragt, den er später (Leipzig 1850) veröffentlichte. 1871 bis 1873 war er Mitglied des deutschen Reichstags, wo er sich der Deutschen Fortschrittspartei anschloss.
1861 wurde er korrespondierendes Mitglied der Preußischen und 1876 der Russischen Akademie der Wissenschaften.
Auf dem Gebiet der Philologie hat er sich besonders um die griechischen Epiker und die alten Militärschriftsteller verdient gemacht. In ersterer Beziehung lieferte er kritische Ausgaben des Quintus Smyrnaeus (Leipzig 1850; Textausgabe, Leipzig 1853) und Hesiod (mit Gottfried Kinkel, Leipzig 1870; Textausgabe, Leipzig 1870), eine Ausgabe von Aratus, Manethonis, Maximi et allorum astrologica mit lateinischer Übersetzung (Paris 1851), Textausgaben der Apotelesmata des Pseudo-Manetho (Leipzig 1858) und der Dionysiaka des Nonnos (Leipzig 1858, 2 Bände); schließlich: De Iliadis carminibus dissertationes VII (Zürich 1850–59), denen sich eine Ausgabe von Iliadis carmina XVI  (Leipzig 1861) anschloss, De diversis Hesiodeae Theogoniae partibus (Zürich 1860), De Odysseae carminibus dissertationes tres (Zürich 1862–63), Opuscula epica IV (Zürich 1864) u. a.
Nach der zweiten Richtung veröffentlichte er:
- Geschichte des griechischen Kriegswesens (Aarau 1852),
- Griechische Kriegsschriftsteller, griechisch und deutsch, mit kritischen und erklärenden Anmerkungen (Leipzig 1853–55, 2 Bände),
- Einleitung in Cäsars Kommentarien über den Gallischen Krieg (Gotha 1857), sämtlich mit Wilhelm Rüstow.

Außerdem existieren von ihm eine Ausgabe von Euripides’ Iphigenia in Taurien mit deutschen Anmerkungen (Berlin 1853, 3. Auflage 1872) und Übersetzungen, besonders von Cäsar (zusammen mit Rüstow), zuletzt von Aischylos’ Persern (ursprünglich zu der Musik des Erbprinzen von Meiningen als Manuskript gedruckt; später hrsg. von Karl Bartsch, Berlin 1880), und eine Biographie seines Lehrers Gottfried Hermann (Berlin 1874).
Ein Teil seiner kleineren Schriften ist gesammelt in Opuscula academica (Leipzig 1853–56, 2 Bände) und in Akademische Vorträge und Reden(Zürich 1856; neue Folge, hrsg. von Bartsch, Heidelberg 1882). Eine Sammlung seiner kleinen philologischen Schriften besorgten Kinkel und Böckel: Opuscula philologica (Leipzig 1881–82, 2 Bände).
Heinrich Düntzer veröffentlichte Kirchhoff, Köchly und die Odyssee (Köln 1872).